# ال‌سی‌اچ
ال‌سی‌اچ (انگلیسی: LCH) شرکت خدمات مالی بریتانیایی است، که در سال ۱۸۸۸ تأسیس شد.